# آنتونیو یونجیچ
آنتونیو یونجیچ (انگلیسی: Antonio Jonjić؛ زادهٔ ۲ اوت ۱۹۹۹) بازیکن فوتبال اهل آلمان است.
از باشگاه‌هایی که در آن بازی کرده‌است می‌توان به باشگاه فوتبال کایزرسلاوترن اشاره کرد.